# Phyllosticta marchantiae
Phyllosticta marchantiae är en svampart som beskrevs av Sacc. 1878. Phyllosticta marchantiae ingår i släktet Phyllosticta och familjen Botryosphaeriaceae.   Inga underarter finns listade i Catalogue of Life.